# Leonci Soler i March
Leonci Soler i March (Manresa, 6 de desembre de 1858 – 24 d'agost de 1932), propietari rural, advocat, arxiver, erudit, bibliòfil i polític, fou descendent i punt comú de quatre famílies d'hisendats molt arrelades al Bages: els Soler, els Mollets, els March i els Solernou. Era germà de l'arquitecte Alexandre Soler i March.		

## Biografia
Leonci Soler i March va ser el tercer de nou fills del matrimoni Lluís Soler i Mollet i Vicenta March i Solernou, dels quals només cinc arribaren a l'edat adulta. El 1867, morí el seu germà gran, Jacint; i Leonci amb vuit anys es convertí en el germà baró més gran i, per tant, en l'hereu de la família, rebent un important patrimoni agrícola i urbà.
Leonci Soler i March va estudiar i documentar les branques March, Soler i Mollet de la seva família. Segurament el seu interés per estudiar l'ascendència de les diferents branques familiars ve donat pel seu afeccionament per la investigació històrica i els seus treballs en aquest camp.

### Ascendents

#### Els Soler
A finals del segle xvii, la família Soler havia assolit una bona posició econòmica, social i cultural, quan es troben els documents més antics sobre els Soler que daten dels anys 1675 i 1683, fent referència a Joan Baptista Soler, blanquer, que es casà amb Margarida Vilomara, filla també d'un blanquer i que la seva residència principal se situava al carrer Galceran Andreu. Precisament Leonci Soler i March va llogar aquesta casa pairal a la Creu Roja.
Els Soler apareixen primer com a polvorers i blanquers i en etapes següents com a velers, fabricants de cotó i també dedicats al comerç. Endemés, estaran relacionats amb la producció i comercialització de vins i aiguardents. Al segle XVVI la indústria de la pell, en la qual s'encabeix l'ofici de blanquer, era de les més importants de Manresa; sent desplaçada, al segle xviii, aquesta importància cap a altres indústries, com la seda, amb l'ofici de velers, i, posteriorment, la de teixits de cotó. Igualment, la dels polvorers és una activitat remarcable a la capital del Bages des de finals del segle xvii i durant els segles XVIII i xix. I, finalment, en aquest temps tindrà un pes considerable la facricació, la comercialització i l'exportació de vins i aiguardents.
Jacint Soler i Mollet, l'avi patern de Leonci, estudià lleis i heretà a causa de la mort del seu germà gran, fabricant i comerciant, com dictava la tradició. Lluís Gonçaga Soler, fill de Jacint, ja apareix sempre com a advocat i propietari, tot i que és el fill gran i l'hereu, visualitzant un canvi definitiu en el tarannà d'aquesta família. Endemés, Lluís Gonçaga va rebre el patrimoni Mollet perquè el seu oncle va morir sense successió.

#### La família Mollet
La família Mollet apareix per primera vegada a la documentació l'any 1536, esmentats com a ciutadans de Manresa i blanquers; encara que també seran propietaris de terres. Això no obstant, des de la segona meitat del segle xvii, les activitats de la família Mollet es mantindran bàsicament en el camp de les professions liberals, com la medicina o l'advocacia. Els ingressos dels seus membres provindran de l'exercici de les seves carreres, i en alguns casos d'activitats en l'aparell administratiu, però també, i en gran manera, de les rendes de les propietats rústiques i urbanes i dels censals. Tanmateix, al segle xviii, els negocis no anaven gaire bé i la unió amb la família Soler i el fet que el primogènit morís sense descendència van permetre que els dos patrimonis s'unifiquessin i sortís una altra família: els Soler Moller.

#### La família March
Els primers representants documentats d'aquesta casa figuren com a candelers, artistes i adroguers de cera. A mitjan segle xviii figuren com a fabricants i comerciants de robes. Ignasi March i Coma apareix en el primer terç del segle xix ja esmentat com a advocat i hisendat; encara que continua vinculat amb el negoci de la seda i altres afers relacionats amb la indústria i especialment amb el comerç.

#### La família Solernou
És la branca familiar de la qual es té menys informació. Se'ls troba en un primer moment com a velers i també com a comerciants que passaren a ser propietaris de terres. A finals del segle xviii, és evident un actiu comerç dels Solernou amb les Amèriques. Les seves inversions es dirigeixen fonamentalment a l'adquisició de terres i cases, propietats que produiran importants rendiments, encara que també inverteixen en algunes fàbriques tèxtils. Es tracta d'una família de comerciants benestants.

### Anys de formació i les primeres activitats personals

#### Educació primària i batxillerat
Leonci Soler i March va cursar els estudis primaris al Col·legi de Sant Ignasi regentat pels jesuïtes de Manresa entre 1861 i 1868. Una gran majoria d'alumnes de la Companyia de Jesús formaven part de l'elit de la societat catalana. El 1868, amb només deu anys, visqué de manera indirecta els fets de la Revolució de 1868, la caiguda de la monarquia, l'expulsió dels jesuïtes i la proclamació de la República. Després d'expulsats els jesuïtes, Leonci Soler i March, com d'altres companys, estudià al col·legi regentat per mossèn Josep Faura on col·laboraren els jesuïtes.

#### Els estudis de Dret
L'any 1873, acabat el batxillerat, tota la família es va traslladar a Barcelona. Leonci Soler i March va començar la carrera de dret a la universitat, seguint la tradició familiar. De la branca Soler representava la tercera generació, i de la branca Mollet, Leonci era la cinquena generació d'home de lleis. Quan la família tornà a Manresa, ell es quedà per cursar els estudis de dret a la Universitat de Barcelona. Allà va entrar en contacte amb l'ambient universitari i amb diferents institucions socioculturals, econòmiques i polítiques de Barcelona, fent-se soci de l'Ateneu Barcelonès, l'Associació Catalanista d'Excursions Científiques, l'Acadèmia de les Bones Lletres de Barcelona i/o l'Acadèmia de Jurisprudència i Legislació de Catalunya; així com d'una sèrie d'entitats que defensen els interessos de classe, com l'Institut Agrícola Català de Sant Isidre, el Foment o la Societat Econòmica d'Amics del País de Barcelona. Tanmateix, a part de ser-ne soci, en diferents èpoques tingué un càrrec de responsabilitat en aquestes institucions, com per exemple, vocal de l'Institut Agrícola Català de Sant, acadèmic numerari de l'Acadèmia de Bones Lletres o senador per la Societat Econòmica Barcelonesa d'Amics del País. El 21 de novembre de 1881 es llicencià en Dret, en l'especialitat de Dret civil i canònic; però paral·lelament a l'activitat d'advocat, s'inicià en el món de la investigació i els arxius.

#### L'Escuela Superior de Diplomática de Madrid
L'any 1882, se'n va anar a Madrid on es matriculà per a arxiver i bibliotecari a l'Escuela Superior de Diplomática de Madrid i va acabar el curs 1884-1885. Això no obstant, durant els anys que va cursar els estudis superiors no va residir sempre a la capital sinó que vivia a Manresa on desenvolupà activitats diverses: advocat; participa en certàmens literaris, etc.; i viatjava a Madrid quan era necessari. Mentre cursava aquests estudis va ser nomenat arxiver municipal de Manresa l'any 1882 “atendiendo a la aptitud demostrada en escritos públicos y a las recomendables circunstancias que [en ell mateix] concurren”. Aquests estudis d'arxivística produïren diferents conseqüències: en primer lloc, els coneixements adquirits, ja que Leonci Soler serà reconegut en moltes ocasions com un excel·lent investigador i un gran coneixedor de tot el que el món dels arxius comportava (domini de la paleografia, coneixements històrics, etc.). En segon lloc, l'estada a Madrid li proporcionarà el contacte amb un món nou i l'aprenentatge a moure's pels ministeris. I, finalment, la base de noves coneixences i amistats, tant entre l'alumnat i el professorat de l'Escuela Superior de Diplomática, com fora d'aquest cercle.

### La seva trajectòria personal i professional
Interessat pel món de la literatura i el periodisme, va fundar juntament amb altres personalitats, el setmanari Lo Pla de Bages el 1883 i el diari El Pla de Bages el 1904.
L'any 1887 es va casar amb Empar Terol i Cucurella (València, 1864 – Manresa, 1906), filla d'un fabricant i comerciant de teixits que era propietari de finques urbanes i rústiques en la zona de València. D'aquest matrimoni van néixer cinc fills, quatre nois i una noia.
El 29 de gener de 1896, com a proposta de l'alcalde de Manresa, Francisco Gallifa, va ser nomenat cronista de la ciutat a causa de la seva “constante laboriosiad y conocimientos históricos”.

#### Política
Políticament, l'any 1899, obtingué un escó de diputat al Congrés de Diputats; sent cinc vegades elegit diputat per Manresa, els anys 1899, 1901, 1903, 1905 i 1907. Afiliat a la Unió Catalanista, amb el temps es convertí en un dels principals dirigents de la Lliga Regionalista. També fou elegit senador per la Sociedad Económica de Amigos del País el 1910, per la Diputació Provincial de Barcelona el 1914 i el 1916, i per la de Girona el 1918. Endemés, formà part de la comissió que lliurà a José Canalejas l'avantprojecte de Mancomunitat.

#### Projecció cívica
Formà part de nombroses entitats cíviques com la Creu Roja de Manresa, culturals com el Museu municipal o l'Orfeó Manresà, econòmiques com la Caixa d'Estalvis de Manresa o Unió Manresa i religioses com la Junta de la Construcció de la Façana de la Seu o l'Administrador de les Festes de la Llum, entre d'altres.
Catòlic, presidia la Lliga Espiritual de la Mare de Déu de Montserrat.

#### El món de l'agricultura
En el camp de l'agricultura, destacà que fundà a Manresa, el Gremi d'Agricultors, el Camp d'Experiències, la Cambra Agrícola i la Cambra de Comerç. Va presidir la Federació Agrícola Catalano-Balear durant el 1904-1905 i el Consell Provincial de Foment de Barcelona, i va ser comissari regi de Foment fins a l'any 1923. Fou també vocal del Consell Superior d'Agricultura. Fou soci de l'Institut Agrícola Català de Sant Isidre. També va promoure la revista La Pagesia, que es convertí en el portaveu del Gremi d'Agricultors i de la Cambra d'Oficis del Pla de Bages des de l'any 1905 fins al 1935 i en la qual va escriure diferents articles.

### Segones núpcies i mort
Leonci Soler i March es tornà a casar l'any 1915 amb Margarida Escarrà, nascuda a Cuba, amb ascendència catalana, nacionalitat espanyola, vídua i amb dos fills. Va morir a Manresa el 24 d'agost de 1932 i el seu enterrament es va convertir en una mostra de dol ciutadà. El 19 de febrer de 1988 la ciutat de Manresa li va retre un homenatge col·locant el seu retrat a la Galeria de Manresans Il·lustres.

## L'arxiver
Leonci Soler i March és considerat el primer arxiver-arxiver del municipi manresà, ocupant el càrrec des de 1882 a 1932.
El 1879 començà a classificar l'arxiu municipal de Manresa; el 20 de març de 1880, juntament amb Oleguer Miró, Ramon Serra i Josep Herp, prengueren l'acord de preparar edicions i exposicions diverses, la creació d'un museu i la instal·lació de l'arxiu històric en locals dignes i més avinents; i l'any 1882, conseqüentment d'aquestes gestions, mentre cursava els estudis a Madrid va ser nomenat arxiver municipal de Manresa “atendiendo a la aptitud demostrada en escritos públicos y a las recomendables circunstancias que [en ell mateix] concurren”. La tasca de Soler i March al capdavant de l'Arxiu Municipal de Manresa va ser fonamental, ja que mostrà la necessitat que els documents que eren part de la història de la ciutat tinguessin un tractament i una cura adients.
El 1883, de retorn a Manresa, organitzà l'arxiu i el convertí en exemple i model del que haurien de ser aquestes institucions municipals; sempre segons les exigències, usos i costums científics i de funcionament de cada època.
Es dedicà a la recerca i compra de documents arreu de Catalunya relacionats amb Manresa. El 12 de juliol de 1884, Soler i March presentà un escrit a l'Ajuntament, posant en coneixement d'aquest que havia “logrado enriquecer el sagrado depósito que se le confiara con noventa y cinco abultados códices o volúmenes manuscritos, muchos de ellos manuales del Consejo Municipal, pertenecientes a los siglos XIV, XV y XVI, que antiguamente se extraviaron en el archico”.
Preocupat pel tema de la formació del personal que ha de ser al capdavant dels arxius, insistirà davant del bisbe Morgades sobre l'interès i la necessitat que hi hagi persones capacitades i ben ensinistrades per tenir cura dels arxius parroquials. El bisbe contestà als seus suggeriments: “Crea V. que siento en el alma que las circunstancias no me permitan educar en el ramo [com a arxivers] a una docena de levitas para que reuniesesn las preciosidades que se encontrarian sin duda en nuestras Parroquias. Quien sabe si mas adelante!”.
Endemés es va fer càrrec de l'arxiu de la Seu el 1897 quan va ser nomenat pel bisbe de Vic, Josep Morgades i Gili, i a més, en atenció als seus treballs i rellevants mèrits, va fer extensiu aquest nomenament a totes les parròquies del bisbat de Vic.
Quan l'any 1887 es va casar amb Empar Terol i va anar a viure algunes temporades a València, va entrar amb contacte amb els arxivers d'aquesta zona i demanà a l'Ajuntament de Manresa continuar com a arxiver municipal de la ciutat, sense cobrar, fet que la corporació va acceptar i nomenà arxiver suplent a Domingo Malagarriga.
Com a aciençat i docte arxiver fou requerit per reconeguts estudiosos per tal de cercar alguna dada o localitzar alguna font per als seus treballs, com per exemple les cartes de Ferran de Segarra i de Siscar amb data del 12 de juny de 1889 i del 16 de novembre de 1891 en què li dona les gràcies pel seu ajut “en mis investigaciones sigilográficas” o les de Francesc Carreras Candi, una del 21 de setembre de 1893 demanant dades sobre les festes de canonització de Santa Maria del Socors l'any 1693 i, l'altre, del 10 d'agost de 1895 en la qual li sol·licita informació per a un treball sobre volateria i columbofília.
Tanmateix, les seves anades i vingudes a Manresa, li van impedir una dedicació constant a l'arxiu. Això no obstant, comptà amb un auxiliar, suplent i successor, Joaquim Sarret i Arbós.